# 4936 Бутаков
4936 Бутаков (4936 Butakov) — астероїд головного поясу, відкритий 22 жовтня 1985 року.
Тіссеранів параметр щодо Юпітера — 3,591.